# جام کارائیب کونکاکاف
جام کارائیب کونکاکاف یک رقابت سالانه فوتبال برای باشگاه‌هایی است که اعضای اتحادیه فوتبال کارائیب (سی‌اف‌یو) هستند. با شروع تورنمنت افتتاحیه در سال ۲۰۲۳، مسابقات جدید به عنوان جواز حضور در جام قهرمانان کونکاکاف برای باشگاه‌های منطقه عمل می‌کند. این مسابقات جانشین جام باشگاه‌های کارائیب است که از سال ۱۹۹۷ تا ۲۰۲۲ برگزار می‌شد.
سه باشگاه برتر از جام کارائیب برای لیگ قهرمانان واجد شرایط خواهند بود؛ به این ترتیب که قهرمان مسابقات وارد مرحله یک‌هشتم نهایی و تیم‌های رتبه دوم و سوم در مرحله اول شرکت می‌کنند.

## تاریخچه
کونکاکاف در سپتامبر ۲۰۲۱ اعلام کرد که از سال ۲۰۲۴، لیگ قهرمانان کونکاکاف از ۱۶  باشگاه به ۲۷ باشگاه افزایش خواهد یافت. در آن زمان، اعلام شد که باشگاه‌های زیرمنطقه کارائیب از طریق جام جدید کارائیب جواز حضور را کسب خواهند کرد، اما جزئیات مشخصی فاش نشد. جزئیات بیشتر در ژوئن ۲۰۲۲ اعلام شد.

## نحوه صلاحیت
هشت باشگاه از ده باشگاه شرکت کننده، دارندگان عنوان فعلی و نایب قهرمان چهار لیگ در منطقه خواهند بود که استانداردهای مجوز حرفه‌ای کونکاکاف را برآورده می‌کنند. برای چرخه مسابقات ۲۴–۲۰۲۳، سهمیه‌های هائیتی دوباره به جمهوری دومینیکن و جامائیکا اختصاص یافته است. برای دوره ۲۰۲۵، سورینام یک سهمیه در این مسابقات داشت، در حالی که هائیتی به یک سهمیه کاهش یافت.
| کشور              | لیگ                 | شرکت کننده           |
| ----------------- | ------------------- | -------------------- |
| جمهوری دومینیکن   | لیگ برتر دومینیکن   | قهرمان و نایب قهرمان |
| هائیتی            | لیگ برتر هائیتی     | قهرمان               |
| جامائیکا          | لیگ برتر ملی        | قهرمان و نایب قهرمان |
| سورینام           | لیگ برتر سورینام    | قهرمان               |
| ترینیداد و توباگو | لیگ برتر تی‌تی       | قهرمان و نایب قهرمان |
| N/A               | جام باشگاهی کارائیب | قهرمان و نایب قهرمان |

## فرمت
ده باشگاه شرکت کننده در دو گروه پنج تیمی تقسیم می‌شوند. باشگاه‌ها در داخل گروه خود یک تورنمنت به سبک رفت و برگشت برگزار خواهند کرد. دو باشگاه برتر هر گروه در دور حذفی بازی می‌کنند تا جایگاه‌های نهایی را مشخص کنند و در نتیجه به مرحله حذفی لیگ قهرمانان کونکاکاف راه پیدا کنند.

## نتایج
| سال  | قهرمان   | نتیجه             | نایب قهرمان | مقام سوم | نتیجه   | مقام چهارم |
| ---- | -------- | ----------------- | ----------- | -------- | ------- | ---------- |
| ۲۰۲۳ | رابین‌هود | ۱–۰ ۲–۰           | کاوالیر     | موکا     | ۲–۱ ۱–۱ | هاربر ویو  |
| ۲۰۲۴ | کاوالیر  | ۱–۰ ۱–۲ (گل خارج) | سیبائو      | ریل هوپ  | ۱–۰ ۳–۲ | موکا       |

## عملکرد
| باشگاه   | قهرمانی | نایب قهرمانی | سال‌های قهرمانی | سال‌های نایب قهرمانی |
| -------- | ------- | ------------ | -------------- | ------------------- |
| کاوالیر  | ۱       | ۱            | ۲۰۲۴           | ۲۰۲۳                |
| رابین‌هود | ۱       | ۰            | ۲۰۲۳           | –                   |
| سیبائو   | ۰       | ۱            | –              | ۲۰۲۴                |

| کشور            | قهرمانی | نایب قهرمانی | مجموع |
| --------------- | ------- | ------------ | ----- |
| جامائیکا        | ۱       | ۱            | ۲     |
| سورینام         | ۱       | ۰            | ۱     |
| جمهوری دومینیکن | ۰       | ۱            | ۱     |